# Anna Seaton
Anna Banana Seaton (ur. 12 lutego 1964 w Topeka) – amerykańska wioślarka. Brązowa medalistka olimpijska z Barcelony.
Brała udział w dwóch igrzyskach olimpijskich (IO 88, IO 92). Brązowy medal w 1992 zdobyła w dwójce bez sternika, wspólnie z nią płynęła Stephanie Maxwell-Pierson. Na mistrzostwach świata zdobyła łącznie cztery srebrne medale w różnych konkurencjach.